# 柳泉園組合
柳泉園組合（りゅうせんえんくみあい）は、清瀬市、東久留米市および西東京市（関係市）の廃棄物を共同で処理するために設立された一部事務組合。
主要施設は柳泉園グランドパーク内に所在する。組合設立は1960年、初期の施設竣工は1961年。

## 概要
所在地は東京都東久留米市下里となっているが、東久留米市の西端であり、敷地の一部は東村山市にまたがっている。また、清瀬市がかつて利用していた、ごみ処理施設「清柳園」（清瀬市下宿）の敷地も柳泉園組合が所有する用地となっている。

## 沿革
※出典
組合設立は1960年（昭和35年）9月30日、初期施設の竣工・稼働開始は1961年（昭和36年）10月。
組合設立当初の名称は「北部三ケ町衛生組合」（「三カ町」とする表記も確認されている）で、参加自治体は田無町、保谷町および久留米町の3町であった。昭和45年に清瀬町が柳泉園組合に加入。その後の市制移行および合併を経て、現在の参加自治体は清瀬市、東久留米市および西東京市となっている。
- 1960年（昭和35年）09月 - ごみを共同処理する目的で、田無町、保谷町および久留米町の3町で「北部三カ町衛生組合」設立
- 1961年（昭和36年）10月 - ごみ焼却場固定炉竣工・稼働
- 1962年（昭和37年）10月 - し尿共同処理を追加
- 1965年（昭和40年）09月 - 名称変更。「北部三町衛生組合」となる。
- 1967年（昭和42年）01月 - 参加自治体の田無町、保谷町が市制施行しそれぞれ田無市、保谷市となる。
- 1967年（昭和42年）04月 - 名称を「柳泉園組合」に変更（参加自治体2町の市制移行による名称変更）。
- 1970年（昭和45年）04月 - 清瀬町が柳泉園組合に加入。参加自治体は4つ（2市2町）となる（田無市、保谷市、久留米町、清瀬町）。
- 1970年（昭和45年）10月 - 参加自治体の久留米町、清瀬町が市制施行しそれぞれ東久留米市、清瀬市となる。
- 1971年（昭和46年）08月 - 屋外プール竣工・供用開始。
- 1973年（昭和48年）07月 - テニスコート2面、バレーコート1面の竣工・供用開始。
- 1976年（昭和51年）04月 - バレーコートをテニスコートに改修。
- 1984年（昭和59年）01月 - テニスコート1面増設（計4面）供用開始。
- 1985年（昭和60年）03月 - テニスコート1面増設（計5面）供用開始。
- 1986年（昭和61年）04月 - 室内プール竣工・供用開始。
- 1993年（平成05年）10月 - リサイクルセンター竣工・稼働開始。
- 2000年（平成12年）11月 - ごみ処理施設「クリーンポート」竣工・稼働開始。
- 2001年（平成13年）01月 - 参加自治体である「田無市」と「保谷市」が合併し「西東京市」となり、参加自治体は3つとなる。
- 2002年（平成14年）07月 - 浴場施設「湯～プラザ柳泉園」竣工・供用開始。屋外プール解体。
- 2020年（令和02年）10月 - 清柳園（清瀬市下宿）の旧施設解体